# Малые Буртасы
Ма́лые Бурта́сы (тат. Кече Бортас) — деревня в Камско-Устьинском районе Республики Татарстан, в составе Большебуртасского сельского поселения.

## Этимология
Основано племенами Буртасов. Топоним произошёл от  татарского слова «кече» (малый) и ойконима «Бортас» (Буртасы).

## География
Деревня  находится в Предволжье на реке Сухая Улема, в 32 км к северо-западу от районного центра — посёлка городского типа Камское Устье.

## История
Окрестности деревни были обитаемы в период Волжской Булгарии, о чём свидетельствует археологический памятник: Малобуртасское селище (булгарский памятник золотоордынского периода).
Основание деревни Малые Буртасы относят к XVII веку. Считается, что первыми поселенцами были жители татарского селения вблизи деревни Буртасы.
В сословном плане, в XVIII веке и вплоть до 1860-х годов жителей деревни причисляли к государственным крестьянам. Их основными занятиями в то время были земледелие, скотоводство, кустарные промыслы.
В «Списке населенных мест по сведениям 1859 года», изданном в 1866 году, населённый пункт упомянут как казённая деревня Малые Буртасы 1-го стана Тетюшского уезда Казанской губернии. Располагалась при речке Улеме, по правую сторону Казанского торгового тракта, в 40 верстах от уездного города Тетюши и в 20 верстах от становой квартиры в казённом селе Новотроицкое (Сюкеево). В деревне в 95 дворах жили 508 человек (258 мужчин и 250 женщин). Была мечеть.
По сведениям из первоисточников, в начале XX столетия в деревне действовали мечеть (с 1875 года), мектеб.
С 1931 года в деревне работали коллективные сельскохозяйственные предприятия, в 1994—2003 годы — коллективное предприятие «Искра», в 2003—2007 годы — сельскохозяйственный производственный кооператив «Искра».
Административно, до 1920 года деревня относилась к Тетюшскому уезду Казанской губернии, с 1920 года — к  кантонам ТАССР, с 1930 года (с перерывом) — к Камско-Устьинскому району Татарстана.

## Население
| 1782 | 1859 | 1897 | 1908 | 1920 | 1926 | 1938 | 1949 | 1958 | 1970 | 1979 | 1989 | 2002 | 2010 | 2017 |
| ---- | ---- | ---- | ---- | ---- | ---- | ---- | ---- | ---- | ---- | ---- | ---- | ---- | ---- | ---- |
| 103  | 504  | 1060 | 1075 | 1040 | 634  | 633  | 422  | 373  | 246  | 206  | 153  | 99   | 96   | 84   |

Национальный состав
Согласно результатам переписи 2002 года, в национальной структуре населения села татары составляли 100% из 99 человек.

## Экономика
Жители занимаются сельским хозяйством в отделении «Буртасы» общества с ограниченной ответственностью «Агрофирма «Буртасы».

## Инфраструктура
В селе 4 улицы.

## Религия
Мечеть (с 1995 года).